# روتهرفوردتون (کارولینای شمالی)
روتهرفوردتون (به انگلیسی: Rutherfordton) شهری در ایالت کارولینای شمالی کشور ایالات متحده آمریکا است که جمعیت آن در سرشماری سال ۲۰۱۰ میلادی، ۴٬۲۱۳ نفر بوده‌است.